# Зимняя, Валентина Ивановна
Валентина Ивановна Зимняя (14 января 1928, Вишневчик — 17 июля 2019, Киев) — советская и украинская актриса, театральный педагог. Народная артистка Украины (1998). Профессор кафедры Киевского национального университета театра, кино и телевидения имени И. К. Карпенко-Карого. Жена Константина Артеменко.

## Биография
Валентина Зимняя родилась 14 января 1928 года в селе Вишневчик, Хмельницкая область. Отец Валентины погиб на войне, мать работала фельдшером-акушером и хотела, чтобы дочь выбрала её профессию. Изначально Зимняя поступила на медицинский факультет, но по совету своей бывшей учительницы русской литературы отправилась на дополнительный набор в Киевский театральный институт.
В 1950 году окончила Киевский театральный институт (класс В. Вильнера). С тех пор работала актрисой Черновицкого украинского музыкально-драматического театра им. О. Кобылянской. Сыграла более 60 главных ролей. Помимо творческой деятельности, была депутатом Черновицкого городского совета четырёх созывов. С 1969 года преподавала в Киевском университете театра, кино и телевидения. С 1973 года совершила восемь самостоятельных выпусков.
Зимняя характеризуется красноречием в деталях поведения и молчании на сцене, умела насытить образы советской драматургии убедительной правдой жизни, раскрывала сложную логику психологии человека и многогранность её эмоций, природы. Сочетала лиризм и героику, юмор и трагедийность.
Зимняя — режиссёр дипломных спектаклей своих курсов: «Несчастная» И. Карпенко-Карого (1981), «Четыре капли», «Гнездо глухаря» В. Розова (обе — 1985), «Сватовство» А. Чехова (1997), «На первые шишки» С. Васильченко (1999). Среди учеников — В. Вовкун, С. Озиряный, В. Петрив.
Скончалась на 92-м году жизни 17 июля 2019 года в Киеве. Похоронена на Байковом кладбище.

## Фильмография
- 1967 — Волчица — Санда
- 1967 — Марианна — Дуня, хозяйка, у которой поселилась Марианна
- 1980 — Платон мне друг — Борская, старший преподаватель

В 2000-х годах играла в эпизодичных ролях сериалов, например, «День рождения Буржуя», «Смерть шпионам!», «Возвращение Мухтара».

## Награды и звания
- Народная артистка Украины (16 ноября 1998 года) — за весомый личный вклад в подготовку специалистов для театра и кино, плодотворную творческую и педагогическую деятельность[2]
- Орден княгини Ольги I степени (1 декабря 2017 года)— за значительный личный вклад в государственное строительство, социально-экономическое, научно-техническое, культурно-образовательное развитие Украинского государства, весомые трудовые достижения, многолетний добросовестный труд[7]
- Орден княгини Ольги II степени (17 мая 2008 года) — за значительный личный вклад в развитие национальной культуры, весомые творческие достижения и высокий профессионализм и по случаю Всеукраинского дня работников культуры и любителей народного искусства[8]
- Орден княгини Ольги III степени (21 октября 2004 года) — за весомый личный вклад в развитие украинской культуры и искусства, подготовку высококвалифицированных специалистов и по случаю 100-летия со дня основания Киевского национального университета театра, кино и телевидения имени И. К. Карпенко-Карого[9]
- Юбилейная медаль «25 лет независимости Украины» (19 августа 2016 года) — за значительные личные заслуги в становлении независимой Украины, утверждении её суверенитета и укреплении международного авторитета, весомый вклад в государственное строительство, социально-экономическое, культурно-образовательное развитие, активную общественно-политическую деятельность, добросовестное и безупречное служение Украинскому народу[10]
- Орден «Знак Почёта» (7 марта 1960 года) — в ознаменование 50-летия Международного женского дня и отмечая активное участие женщин Советского Союза в коммунистическом строительстве и их заслуги перед Советским государством по воспитанию молодого поколения, за достижение высоких показателей в труде и плодотворную общественную деятельность[11].